# 20537 Сандрадероса
20537 Сандрадероса (20537 Sandraderosa) — астероїд головного поясу, відкритий 7 вересня 1999 року.
Тіссеранів параметр щодо Юпітера — 3,572.